# 二级入轨

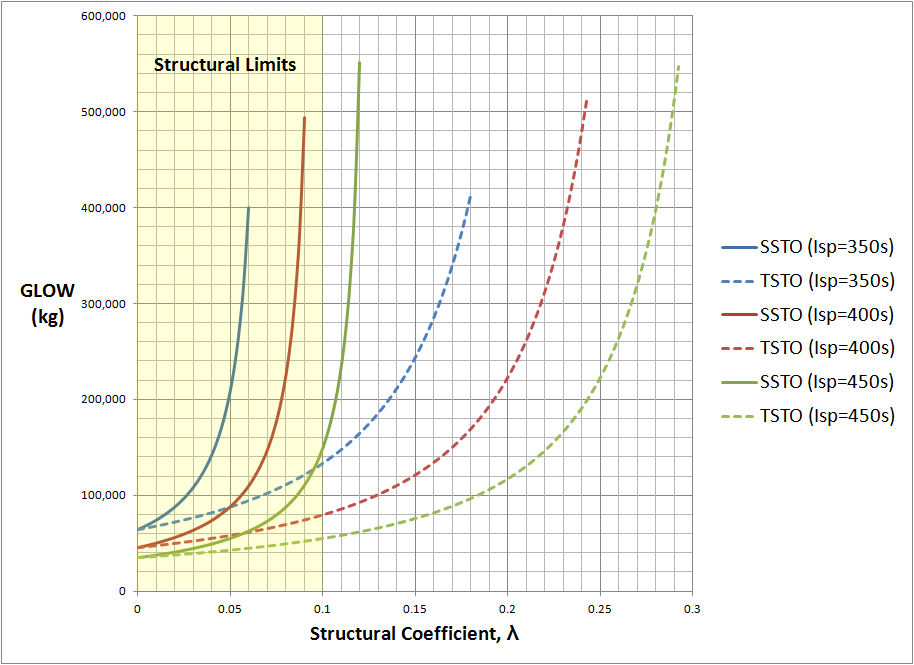
Importance of Structural coefficient and I_{SP} for Single-Stage-to-Orbit (SSTO) and restricted stage Two-Stage-to-Orbit (TSTO) vehicles. Based on a LEO mission of Delta v = 9.1 km/s and payload mass = 4500 kg for range of propellant Isp. GLOW=Gross Lift-Off Weight

二級入軌（英語：Two-stage-to-orbit）或稱二級火箭（英語：two-stage rocket）運載工具，是一種使用兩個不同的級來連續提供推進力以實現軌道速度的航天發射器。它介於三級入軌發射器和假設的單級入軌（SSTO）發射器之間。起飛時，第一級負責使載具加速，稍後在某一時刻，第二級脫離了第一級，並繼續以自己的力量推進。
相較於單級入軌，這種系統的優勢在於，大部分的載具乾重都不會被帶入軌道。由於大部分結構和發動機質量被卸除，且較大比例的軌道質量是有效載荷質量，因此降低了達到軌道速度所需的成本。
與三級或更多級相比，其優勢在於降低了複雜性並減少了各級脫離的次數，因為每一次的脫離都增加了發射成本與失敗的風險。